# Contea di Lhorong
Lhorong (洛隆县S; Luòlóng XiànP) è una contea cinese della prefettura di Qamdo nella Regione Autonoma del Tibet.
Nel 1999 la contea contava 39.280 abitanti. La parola lhorong significa "valle nel sud" o "fiume nel sud" in tibetano. La contea è suddivisa in 7 comuni, di cui 4 hanno lo status di città, 76 villaggi municipalità e un totale di 289 villaggi. Ha riserve di oro, argento, rame, piombo e zinco e altri minerali, quali mercurio, arsenico, stagno, marmo.